# Phileas Fogg
Phileas Fogg je protagonista románu Julese Verna Cesta kolem světa za osmdesát dní z roku 1872. Inspirací pro tuto postavu se stali americký podnikatel George Francis Train a americký spisovatel a dobrodruh William Perry Fogg.

## Fiktivní životopis
Fogg je nezávislý člověk a gentleman, který miluje přesnost, což znamená, že má dokonalou rutinu, od počtu kroků, které ujde, až po teplotu vody na holení. Když vyhodil sluhu za to, že mu dodával vodu na holení o poněkud nesprávné teplotě, najme si jako nového sluhu Jeana Passepartouta. Fogg se vsadí se členy londýnského Reformního klubu o 20 000 liber (v roce 2022 by to byla hodnota 2,4 milionu liber), že objede svět za 80 dní či méně. Se svým francouzským sluhou Passepartoutem se vydává na cestu vyhrát sázku, aniž by tušil, že ho sleduje detektiv Fix, který Fogga podezírá z loupeže v Anglické bance. Fix se první polovinu knihy snaží Foggovu cestu zdržovat, aby ho udržel na britském území. Když Fogg dorazí do Ameriky, rozhodne se Fix mu pomoci naplnit sázku, aby dostal pana Fogga zpět do Spojeného království Velké Británie a Irska, kde bude spadat pod britskou jurisdikci a Fix ho bude moci zatknout (přičemž stále tuší, že Fogg během cesty uteče a bude se někde skrývat).
V Indii Fogg zachrání ovdovělou princeznu Audu před satí během pohřbu jejího manžela. Ta pak Fogga doprovází po zbytek jeho cesty, když původní plány odvézt ji ke strýci selhaly, neboť strýc se přestěhoval. Společně trojice prožívá četná vzrušující dobrodružství, která náhle skončí, když je Fogg ihned po příjezdu zpět do Británie zatčen detektivem Fixem. Ačkoli je Fogg rychle zproštěn viny, vypadá to, že zdržení způsobené jeho falešným zatčením ho stálo sázku. Od Passepartouta se však dozvídá, že během svého cestování získal jeden kalendářní den, což mu umožní dorazit do Reformního klubu právě včas, aby stihl termín a vyzvedl si výhru. Ožení se s Audou a zbytek peněz z cesty rozdělí mezi detektiva Fixe a Passepartouta.

## Další výskyt
V knize Alberta Robidy Voyages très extraordinaires de Saturnin Farandoul (1879) se Fogg objevuje ve vyprávění, v němž se znovu pokouší procestovat svět, tentokrát za 77 dní. Je vylíčen jako sériový zachránce žen a na jeho cestách, jež v době, kdy je představen, trvají už více než tři roky, doprovází přes tři stovky zachráněných žen.
V knize Philipa José Farmera The Other Log of Phileas Fogg (1973) se o něm říká, že je Eridanean, pozemšťan narozený jako příslušník benevolentnější ze dvou mimozemských frakcí, které se snaží ovládnout Zemi. Fogg je členem Farmerovy rodiny Wold Newton. Foggova dobrodružství pokračují v knihách Phileas Fogg and the War of Shadows a Phileas Fogg and the Heart of Orsra, obě od Joshe Reynoldse, a v knize „Being an Account of the Delay at Green River, Wyoming, of Phileas Fogg, World Traveler, or, The Masked Man Meets an English Gentleman“ od Wina Scotta Eckerta.

## V jiných médiích

### Film
- Ve filmové adaptaci knihy z roku 1919 hrál Fogga Conrad Veidt.[3]
- Fiktivního vnuka Phin(l)ease Fogga III hrál William Desmond ve dvanáctidílném seriálu z roku 1922.
- Fogga ve filmové adaptaci knihy z roku 1956 ztvárnil David Niven.[4]
- Ve filmu The Three Stooges Go Around the World in a Daze z roku 1963 obletí Moe, Larry a Curly Joe spolu s Phileasem Foggem III. celý svět.[5]
- Fogga namluvil Simon Callow animované filmové adaptaci knihy z roku 1999.[6]
- Na Fogga odkazuje Allan Quatermain ve filmové adaptaci Ligy výjimečných z roku 2003.
- Fogga ztvárnil Steve Coogan v hrané filmové adaptaci z roku 2004 společnosti The Walt Disney Company.[7]

### Televize
- V epizodě Mr. Adams and Eve „Taming of the Shrew“ z roku 1957 David Niven ztvárňuje sám sebe, když propaguje filmovou verzi Cesta kolem světa za 80 dní, v níž hraje Philease Fogga, a v jednu chvíli jeho balón narušuje konkurz, který Eve Drakeová (Ida Lupinová) a Howard Adams (Howard Duff) pořádají pro svou filmovou verzi Zkrocení zlé ženy.[8][9]
- V televizním seriálu Have Gun – Will Travel s Richardem Boonem v hlavní roli byl Fogg objevil v epizodě „Fogg Bound“, která se poprvé vysílala 3. prosince 1960.[10]
- V animovaném seriálu „Cesta kolem světa za 79 dní“ z roku 1969 musí pravnuk Philease Fogga Phineas Fogg překonat rekord svého předka a obletět v balonu zeměkouli za 79 dní, aby zdědil rodinné jmění, přičemž ho pronásleduje zlověstný sluha Crumden, jenž v případě Phineasova neúspěchu zdědí jmění.[11]
- V animovaném seriálu z roku 1972 Fogga namluvil Alastair Duncan. V této verzi se Fogg vsadil, že procestuje svět za osmdesát dní, aby získal ruku neteře lorda Maze, Belindy.
- V televizním pořadu Voyagers! se Fogg údajně jmenuje podle hlavní postavy Phinease Bogga, který se na Montmartru setkal s Julesem Vernem.
- Na základě původního příběhu vznikl v 80. letech 20. století kreslený seriál Willy Fog na cestě kolem světa, jenž byl později doplněn o nové řady. Postavy jsou antropomorfismy různých zvířat, přičemž Fog je lev a má stejné křestní jméno jako Phileasova inspirace, William Perry Fogg. Kromě toho se tato postava objevuje i v pokračování seriálu Willy Fog na cestě za dobrodružstvím, kde se svými společníky podniká dobrodružství na motivy hlavních Verneových sci-fi románů Cesta do středu Země a Dvacet tisíc mil pod mořem.
- V televizní adaptaci z roku 1989 hrál Fogga Pierce Brosnan.
- Fogga hrál Michael Praed ve filmu The Secret Adventures of Jules Verne.
- Fogga v seriálu z roku 2021 hraje David Tennant.
- V epizodě Count Duckula „Around the World in a Total Daze“ se objevuje parodie na tuto postavu s názvem Sibellious Smogg.
- Alexei Sayle Fogga parodoval v jednom ze svých komediálních skečů, kde se Fogg musí dostat na první místo v řadě na poště za 80 dní.

### Videohry
- Ve videohře 80 Days od společnosti Inkle Ltd. z roku 2014, založené na Verneově románu, se také objevil excentrický pan Fogg, kterého doprovázel jeho sluha Passepartout.[12]

## Inspirace
- Tvůrci Disneyho seriálu Phineas a Ferb pojmenovali Phinease Flynna podle Philease Fogga,[13] jehož křestní jméno je v některých adaptacích změněno na Phineas.[14]
- Podcast von der Firma.Maritim: Oscar Wilde und Mycroft Holmes – Sondermittler der Krone
- Around the World in 80 Days with Michael Palin byl cestopisný seriál televize BBC, který se poprvé vysílal v roce 1989. Uváděl ho komik a herec Michael Palin, jenž co nejvěrněji sledoval Foggovu cestu a způsoby dopravy a dosáhl tohoto výkonu za 79 dní a 7 hodin.

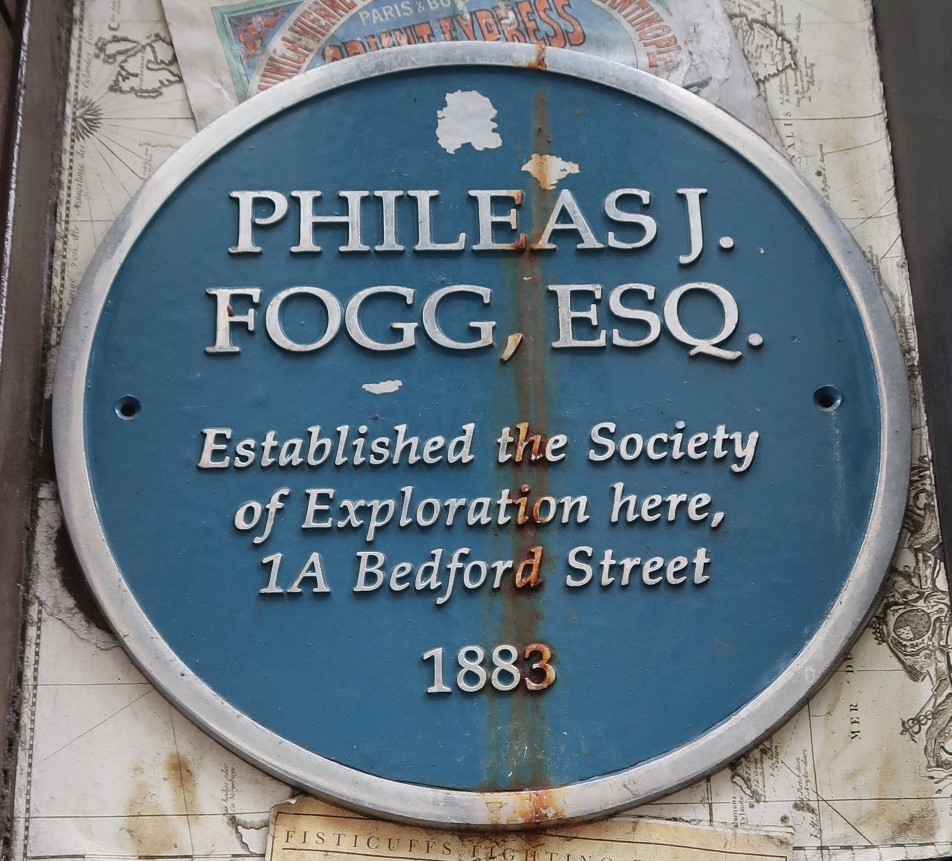
Phileas J Fogg, Esq Established the Society of Exploration here, 1A Bedford Street (Londýn) 1883

- Phileas J Fogg, Esq Established the Society of Exploration here, 1A Bedford Street (Londýn) 1883 Mr Fogg's je soubor londýnských koktejlových barů specializujících se na mezinárodní nápoje a exotické koktejly. Bary jsou v tisku označovány jako místa, kde žije nebo je navštěvuje Phileas/Phileas J. Fogg, Esq.[15]
- Phileas Fogg snacks je značka britských chipsů založená v roce 1982. Cílem bylo vytvořit svačinu určenou dospělým a označenou rozpoznatelnou postavou. Řada zahrnovala různé příchutě „z celého světa“, například miniaturní česnekové chlebíčky a tortillové chipsy.